# Only by the Night
Only By The Night är rockgruppen Kings of Leons fjärde utgivna album. Albumet kom ut på marknaden den 19 september 2008. Från och med den september 2008 tills juni 2009 har albumets sålts i mer än fyra miljoner exemplar. Albumet blev det mest sålda albumet i Australien år 2008.

## Låtlista
1. "Closer" – 3:57
2. "Crawl" – 4:06
3. "Sex on Fire" – 3:23
4. "Use Somebody" – 3:50
5. "Manhattan" – 3:24
6. "Revelry" – 3:21
7. "17" – 3:05
8. "Notion" – 3:00
9. "I Want You" – 5:07
10. "Be Somebody" – 3:47
11. "Cold Desert" – 5:34